# Brieštie
Brieštie (bis 1946 slowakisch „Briešťa“; deutsch Bries – früher Brießta oder Brestenhay, ungarisch Berestyénfalva – bis 1907 Brjesztya oder älter Briesztya) ist eine Gemeinde in der Mittelslowakei westlich von Turčianske Teplice. Sie gehörte zum sogenannten Hauerland.

## Geographie
Der Ort befindet sich zwei Kilometer nordwestlich von Slovenské Pravno (Windischproben) in einer Höhe von 580 m und umfasst ein Gebiet von 11.175 km². Bries besteht aus dem Hauptort Brieštie und dem 1954 eingemeindeten Ort Hadviga (Hedwig/Hedwigsau).

## Bevölkerung
| Jahr                | 1994 | 2004     | 2014     | 2024    |
| ------------------- | ---- | -------- | -------- | ------- |
| Anzahl der Personen | 183  | 159      | 138      | 128     |
| Unterschied         |      | −13,11 % | −13,20 % | −7,24 % |

| Jahr                | 2023 | 2024    |
| ------------------- | ---- | ------- |
| Anzahl der Personen | 133  | 128     |
| Unterschied         |      | −3,75 % |

Nach der letzten Volkszählung im Jahr 2001 bekennen sich noch 25 Personen (14,71 %) als Deutsche.

## Geschichte
Die Ortschaft wurde 1392 zum ersten Mal schriftlich als Beryssth erwähnt. Im Jahr 1715 gab es 11 Behausungen, 1785 bereits 21 Häuser mit 177 Einwohnern und 1828 dann 26 Häuser mit 132 Einwohnern.
Der Ort war bis 1945 vorwiegend von deutschstämmigen Einwohnern bewohnt. 1910 gab es hier 352 Einwohner, 1930 dann 357 Einwohner, von denen sich 256 zur deutschen Nationalität bekannten (in Hadviga 465 Einwohner und 458 Deutschstämmige). 
Aufgrund der schlechten Böden und den damit verbundenen schlechten Verdienstmöglichkeiten zählte die Gemeinde zu den Ärmsten in der ČSR.